# 皇冠擬金眼鯛
皇冠擬金眼鯛（學名：P. ufuagari），又稱皇冠單鰭魚，為輻鰭魚綱鱸形目鱸亞目擬金眼鯛科的其中一個種，分布於西北太平洋日本海域，深度2-5公尺，本魚體側扁呈卵形，尾柄細長，眼大，吻圓鈍，無脂性眼瞼，下頜稍突出，腹鰭較小，位於近胸處，胸鰭基部有黑色斑點、臀鰭基部黑色，背鰭、尾鰭為黃色，有黑色邊緣，體色為紅褐色，頭部及背部顏色較深，背鰭硬棘6枚、背鰭軟條9枚、臀鰭硬棘1枚、臀鰭軟條39-43枚，體長可達19.7公分。棲息在珊瑚礁區，屬夜行性魚類，屬肉食性，生活習性不明。

## 扩展阅读
維基物種上的相關：皇冠擬金眼鯛